# 岡山県道258号酌田沢原線
岡山県道258号酌田沢原線（おかやまけんどう258ごう しゃくださわはらせん）は、岡山県赤磐市を通る一般県道である。

## 概要

### 路線データ
- 起点：岡山県赤磐市酌田（岡山県道53号御津佐伯線交点）
- 終点：岡山県赤磐市沢原（岡山県道403号町苅田熊山線交点）

## 地理

### 通過する自治体
- 岡山県
  - 赤磐市

### 交差する道路
| 交差する道路                          | 交差する場所 | 交差する場所 |
| ------------------------------------- | ------------ | ------------ |
| 岡山県道53号御津佐伯線                | 酌田         | 起点         |
| 岡山県道79号佐伯長船線 / 美作岡山道路 | 酌田         | [ 注釈 1 ]   |
| 岡山県道403号町苅田熊山線             | 沢原         | 終点         |

### 沿線
- 赤磐市立磐梨小学校（終点付近）
- 赤磐市立磐梨中学校（終点付近）